# Pavle Vrkljan
Pavle Vrkljan (Zagreb, 1990.) hrvatski je kazališni, filmski i televizijski glumac.

## Životopis
Nakon završetka gimnazije upisuje studij glume na Akademiji dramske umjetnosti u Zagrebu. Stručno osposobljavanje započinje u Gradskom kazalištu Trešnja, gdje tijekom tog razdoblja nastupa u brojnim predstavama s repertoara.
Autor je dramskog teksta prve predstave KunstTeatra Dobar, loš, mrtav u režiji Ivana Planinića, kao i njezina nastavka Dobar, loš, mrtav 2: Pakao, u kojima ujedno i glumi. Osim toga, glumi u mnogim drugim predstavama KunstTeatra, poput predstava Flex, Bilo bi šteta da biljke krepaju, Bilo bi šteta to ne obaviti danas, 35 kvadrata ili Nigdjezemska i drugih.
Često surađuje s redateljem Ivanom Penovićem, pa je tako i dio ansambla kultne predstave Teatra &TD Katalonac. Suradnju s Teatrom &TD nastavlja u predstavama Proces Kafka u režiji Ivana Penovića te Žena popularnog pokojnika, prema tekstu i u režiji Filipa Šovagovića.
Godine 2024. pridružuje se ansamblu predstave Čaruga, nastale prema tekstu Ivana Kušana i u režiji Ivice Buljana, kojom se otvara novo profesionalno kazalište u Bjelovaru.
Tijekom karijere sudjeluje i u kazališnim projektima Dramskog kazališta Gavella, Hrvatskog narodnog kazališta Varaždin, Kazališta Marina Držića, Eurokaza i Dubrovačkih ljetnih igara.

## Filmografija

### Filmske uloge
- "Ljudevit Gaj" kao policajac #1 (2022.)
- "Krvne veze" kao mrtav tip (2020.)
- "Siguran let" kao Marko (2017.)
- "Ti mene nosiš" kao mladić (2015.)
- "Soba s kosim pogledom" kao mladić #2 (2015.)
- "Iza sna" kao gost u klubu #1 (2014.)
- "Pjevajte nešto ljubavno" kao dugokosi klinac (2007.)

### Televizijske uloge
- "Gora" kao krijumčar #2 (2023.)
- "Mrkomir Prvi" kao Niko Naprta (2022.)
- "Žigosani u reketu" kao Leo (2018. – 2019.)
- "Ko te šiša" kao Marko (2017.)
- "Crno-bijeli svijet" kao vojnik kolega (2016.)
- "Stipe u gostima" kao klinac #1 i mladić u parku (2008.)

### Sinkronizacija
- "Film Angry Birds" kao Cyrus (2016.)

## Vanjske poveznice
- Pavle Vrkljan u internetskoj bazi filmova IMDb-u (engl.)